# Nery Veloso
Nery Alexis Veloso Espinoza (Los Ángeles, VIII Región del Bío Bío, Chile, 2 de marzo de 1987) es un futbolista chileno. Juega de portero y actualmente se encuentra en San Luis de la Primera B de Chile.

## Trayectoria
Formado en las divisiones inferiores del Club Deportivo Huachipato llegó a debutar en la última fecha de la fase regular del Torneo Clausura 2007, frente a Melipilla donde jugó muy bien, pero aun así, su equipo perdió y no tuvo la opción de ir al repechaje para los Play-Offs. Ya para el Clausura 2008 obtendría regularidad dejando en la banca de suplentes al portero Henri Lapczyk, convirtiéndose en uno de los porteros más destacados de la Primera División de Chile.
Debido a sus buenas actuaciones, a fines del 2009 se anunciaba su fichaje por Colo-Colo para la Temporada 2010 declarando que era un sueño y una meta llegar al cacique, pero su estancia en el club albo sería muy pobre con pocas actuaciones en el torneo regular, en la Copa Chile y solo siendo suplente en la Copa Libertadores 2010 y la Copa Sudamericana 2010.
Por la falta de continuidad sufrida durante el 2010, a fines de aquel año ficharía por el club archirrival, la Universidad de Chile, pero esto quedaría en nada tras conflictos por el regreso de Johnny Herrera al equipo por lo cual finalmente llegaría a Unión San Felipe en busca de la regularidad.
En Unión San Felipe lograría continuidad pero no se afianzaría en lo grupal por cual a regresaría a Huachipato para el 2012, donde sería una de las figuras del equipo que obtendría el título del Clausura llegando a atajar cuatro penales en la final. En su club formado se convertiría en ídolo disputando hasta la Copa Libertadores 2013 hasta que inexplicablemente el nuevo técnico, Mario Salas, lo "cortaría", relegandolo a la banca al final de la temporada 2013/14, lo que lo llevaría a la siguiente temporada al Audax Italiano.
Con los "tanos" tendría un paso marcado por la irregularidad y las lesiones, mismos problemas que tendría en su siguiente club, Unión Española, donde además no podría ganarle el puesto a su excompañero en San Felipe y portero titular, Diego Sánchez, por lo que finalizada la temporada 2015/16 quedaría sin club, fichando mediados del 2016 al Santiago Wanderers de Valparaíso para reemplazar a Mauricio Viana, siendo el portero titular en la Copa Chile 2016 para luego pasar a la banca tras Gabriel Castellón.

## Selección chilena
Fue parte de la Selección de fútbol sub-20 de Chile en la Copa Mundial de Fútbol Sub-20 de 2007 disputada en Canadá donde su equipo lograría el tercer lugar de la competición pero no jugaría ningún partido.
Desde 2009 fue convocado por Marcelo Bielsa a la Selección de fútbol de Chile para disputar partidos amistosos y las Clasificatorias para el Mundial de Sudáfrica 2010 como tercer portero, eso se daría hasta 2010 jugando solo un partido frente a Paraguay.

### Participaciones en Copas del Mundo
| Mundial                | Sede   | Resultado     | Partidos | Goles |
| ---------------------- | ------ | ------------- | -------- | ----- |
| Mundial Sub-20 de 2007 | Canadá | Tercer puesto | 0        | 0     |

### Partidos internacionales
| Partidos internacionales | Partidos internacionales | Partidos internacionales       | Partidos internacionales | Partidos internacionales | Partidos internacionales | Partidos internacionales | Partidos internacionales | Partidos internacionales |  |
| N.º                      | Fecha                    | Estadio                        | Local                    | Resultado                | Visitante                | Goles                    | DT                       | Competición              |  |
| ------------------------ | ------------------------ | ------------------------------ | ------------------------ | ------------------------ | ------------------------ | ------------------------ | ------------------------ | ------------------------ |  |
| 1                        | 4 de noviembre de 2009   | Estadio CAP, Concepción, Chile | Chile                    | 2-1                      | Paraguay                 | -1                       | Marcelo Bielsa           | Amistoso                 |  |
| Total                    | Total                    | Total                          | Presencias               | 1                        | Goles                    | -1                       |                          |                          |  |

| Selección chilena | Selección chilena | Selección chilena |
| Año               | Partidos          | Goles             |
| ----------------- | ----------------- | ----------------- |
| 2009              | 1                 | -1                |
| Total             | 1                 | -1                |

## Estadísticas

### Clubes
| Club                                                                     | Div           | Temporada     | Liga  | Liga  | Copas nacionales(1) | Copas nacionales(1) | Torneos internacionales(2) | Torneos internacionales(2) | Total | Total |
| Club                                                                     | Div           | Temporada     | Part. | Goles | Part.               | Goles               | Part.                      | Goles                      | Part. | Goles |
| ------------------------------------------------------------------------ | ------------- | ------------- | ----- | ----- | ------------------- | ------------------- | -------------------------- | -------------------------- | ----- | ----- |
| Huachipato · Chile                                                       | 1.ª           | 2007          | 1     | -3    | —                   | —                   | —                          | —                          | 1     | -3    |
| Huachipato · Chile                                                       | 1.ª           | 2008          | 16    | -24   | —                   | —                   | —                          | —                          | 16    | -24   |
| Huachipato · Chile                                                       | 1.ª           | 2009          | 34    | -56   | —                   | —                   | —                          | —                          | 34    | -56   |
| Colo Colo · Chile                                                        | 1.ª           | 2010          | 2     | -4    | 2                   | -4                  | —                          | —                          | 4     | -8    |
| Colo Colo · Chile                                                        | Total club    | Total club    | 2     | -4    | 2                   | -4                  | 0                          | 0                          | 4     | -8    |
| Unión San Felipe · Chile                                                 | 1.ª           | 2011          | 27    | -39   | 3                   | -4                  | —                          | —                          | 30    | -43   |
| Unión San Felipe · Chile                                                 | Total club    | Total club    | 27    | -39   | 3                   | -4                  | 0                          | 0                          | 30    | -43   |
| Huachipato · Chile                                                       | 1.ª           | 2012          | 18    | -23   | 4                   | 0                   | —                          | —                          | 22    | -23   |
| Huachipato · Chile                                                       | 1.ª           | 2013          | 16    | -28   | —                   | —                   | 6                          | -8                         | 22    | -36   |
| Huachipato · Chile                                                       | 1.ª           | 2013-14       | 21    | -29   | 9                   | -3                  | —                          | —                          | 30    | -32   |
| Huachipato · Chile                                                       | Total club    | Total club    | 106   | -163  | 13                  | -3                  | 6                          | -8                         | 125   | -174  |
| Audax Italiano · Chile                                                   | 1.ª           | 2014-15       | 22    | -24   | —                   | —                   | —                          | —                          | 22    | -24   |
| Audax Italiano · Chile                                                   | Total club    | Total club    | 22    | -24   | 0                   | 0                   | 0                          | 0                          | 22    | -24   |
| Unión Española · Chile                                                   | 1.ª           | 2015-16       | 14    | -20   | 1                   | -1                  | —                          | —                          | 15    | -21   |
| Unión Española · Chile                                                   | Total club    | Total club    | 14    | -20   | 1                   | -1                  | 0                          | 0                          | 15    | -21   |
| Santiago Wanderers · Chile                                               | 1.ª           | 2016-17       | 5     | -6    | 2                   | -4                  | —                          | —                          | 7     | -10   |
| Santiago Wanderers · Chile                                               | Total club    | Total club    | 5     | -6    | 2                   | -4                  | 0                          | 0                          | 7     | -10   |
| San Marcos de Arica · Chile                                              | 3.ª           | 2019          | 25    | -17   | 3                   | -5                  | —                          | —                          | 28    | -22   |
| San Marcos de Arica · Chile                                              | 2.ª           | 2020          | 7     | -9    | —                   | —                   | —                          | —                          | 7     | -9    |
| San Marcos de Arica · Chile                                              | Total club    | Total club    | 32    | -31   | 3                   | -5                  | 0                          | 0                          | 35    | -36   |
| Palestino · Chile                                                        | 1.ª           | 2020          | 4     | -6    | —                   | —                   | —                          | —                          | 4     | -6    |
| Palestino · Chile                                                        | 1.ª           | 2021          | 3     | -6    | 3                   | -2                  | —                          | —                          | 6     | -8    |
| Palestino · Chile                                                        | 1.ª           | 2022          | 0     | 0     | 0                   | 0                   | —                          | —                          | 0     | 0     |
| Palestino · Chile                                                        | Total club    | Total club    | 7     | -12   | 3                   | -2                  | 0                          | 0                          | 10    | -14   |
| Total carrera                                                            | Total carrera | Total carrera | 215   | -299  | 27                  | -23                 | 6                          | -8                         | 248   | -330  |
| (1) Incluye datos de Copa Chile. (2) Incluye datos de Copa Libertadores. |               |               |       |       |                     |                     |                            |                            |       |       |

### Resumen estadístico
| Competición        | Partidos | Goles |
| ------------------ | -------- | ----- |
| Primera División   | 176      | -256  |
| Copa Chile         | 21       | -16   |
| Copa Libertadores  | 6        | -8    |
| Selección de Chile | 1        | -1    |
| Total              | 204      | -281  |

## Palmarés

### Títulos nacionales
| Título           | Club                | País  | Año    |
| ---------------- | ------------------- | ----- | ------ |
| Primera División | Huachipato          | Chile | 2012-C |
| Copa Chile       | Santiago Wanderers  | Chile | 2017   |
| Segunda División | San Marcos de Arica | Chile | 2019   |

### Distinciones individuales
| Distinción                           | Año  |
| ------------------------------------ | ---- |
| Mejor Arquero del Campeonato Chileno | 2008 |